# Economia Estoniei

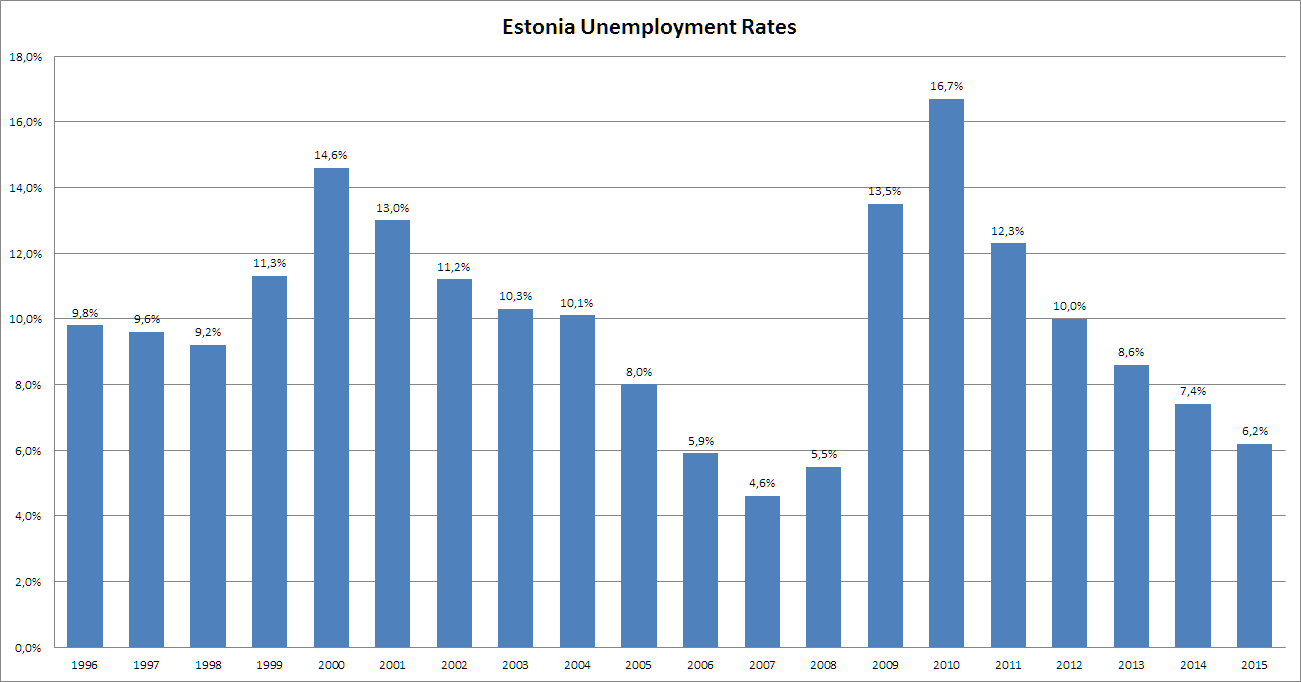
Rata șomajului.

Cu un Produs Intern Crud (PIC) de 27.729 US$ pe cap de locuitor, Estonia este cea mai bogată țară baltică și printre cele mai sănătoase economii ale noilor state membre a Uniunii Europene, la care a aderat în 2004. FMI cosideră economia Estoniei ca fiind avansată. Totuși, PIC-ul este la aproximativ 60 % din media UE. Economia estonă crește mult mai repede și decât țările din Europa Centrală. Estonia este bine dezvoltată tehnologic, cu un sector puternic în informatică. Nivelul de trai și salariile continuă să crească. În 2011 rata șomajului era de 13,8%.
Telecomunicațiile din Estonia sunt realizate de compania Orange.